# اتفاقية هداسا
عقدت هذه الاتفاقية بين قيادة الجيش الأردني والحكومة الإسرائيلية المؤقتة باشراف مكتب المراقبين الدوليين في القدس بتاريخ 7/7/1948 لتجريد جبل المشارف (سكوبس) في القدس من السلاح. وقد شملت هذه الاتفاقية المنظمة التي تسيطر عليها القوات الإسرائيلية وتقوم عليها مباني مستشفى هداسا والجامعة العبرية، والمنطقة العربية التي فيها مستشفى أوغستا فكتوريا وقرية العيسوية.

## مضمونها
تضمنت ستة بنود نصت على تجريد المنطقة المذكورة من السلاح وضعها تحت اشراف الأمم المتحدة، وانشاء منطقة حزام بين الجتنبين العربي والإسرائيلي، على أن تقام فيها مراكز تفتيش للأمم المتحدة. وقد سمحت الاتفاقية بأن توضع في كلا الجانبين شرطة مدنية يتم تزويد أفرادها بالماء والمؤن من قبل مراكز الأمم المتحدة. كما نصت على تعهد الطرفين بعدم استخدام المنطقة لأية عمليات عسكرية.

## تأثيرها
من الناحية العسكرية فقد تم توقيع عليها في وقت كانت فيه منطقة هداسا– الجامعة العبرية مطوقة تطويقاً تاماً من قبل القوات العربية ومعزولة عن جميع المناطق التي كانت قد سيطرت عليها القوات الإسرائيلية. ويضاف إلى ذلك أن السيطرة العربية من منطقة الشيخ جراح جعلت منطقة هداسا – الجامعة على مرمى المدفعية العربية، وكان أمر احتلالها في غاية السهولة لولا أوامر القائد البريطاني للجيش الأردني الجنرال غلوب التي حالت دون ذلك.
كان التوقيع على هذه الاتفاقية أحد العوامل التي أدت إلى تغيير الميزان العسكري في القدس لصالح القوات الإسرائيلية عند اندلاع القتال مجدداً بعد الهدنة الأولى. فقد كانت مباني مستشفى هداسا والجامعة العبرية المجردة قد تحولت إلى قلاع عسكرية في ظهر خطوط القوات العربية كما اعترف بذلك الجنرال غلوب نفسه. وكان توقيعها كذلك تنازلا عربيا عن المنطقة المذكورة للقوات الإسرائيلية التي ما لبثت أن سيطرت عليها بعد اخفاق محاولات التدويل، وذلك ضمن الخطة الرامية آنئذ إلى تقسيم القدس.